# Azalea (Schiff, 2017)
Die Azalea (japanisch あざれあ Azarea) ist ein 2017 in Dienst gestelltes Fährschiff der japanischen Reederei Shin Nihonkai Ferry. Sie wird auf der Strecke von Niigata nach Otaru eingesetzt.

## Geschichte

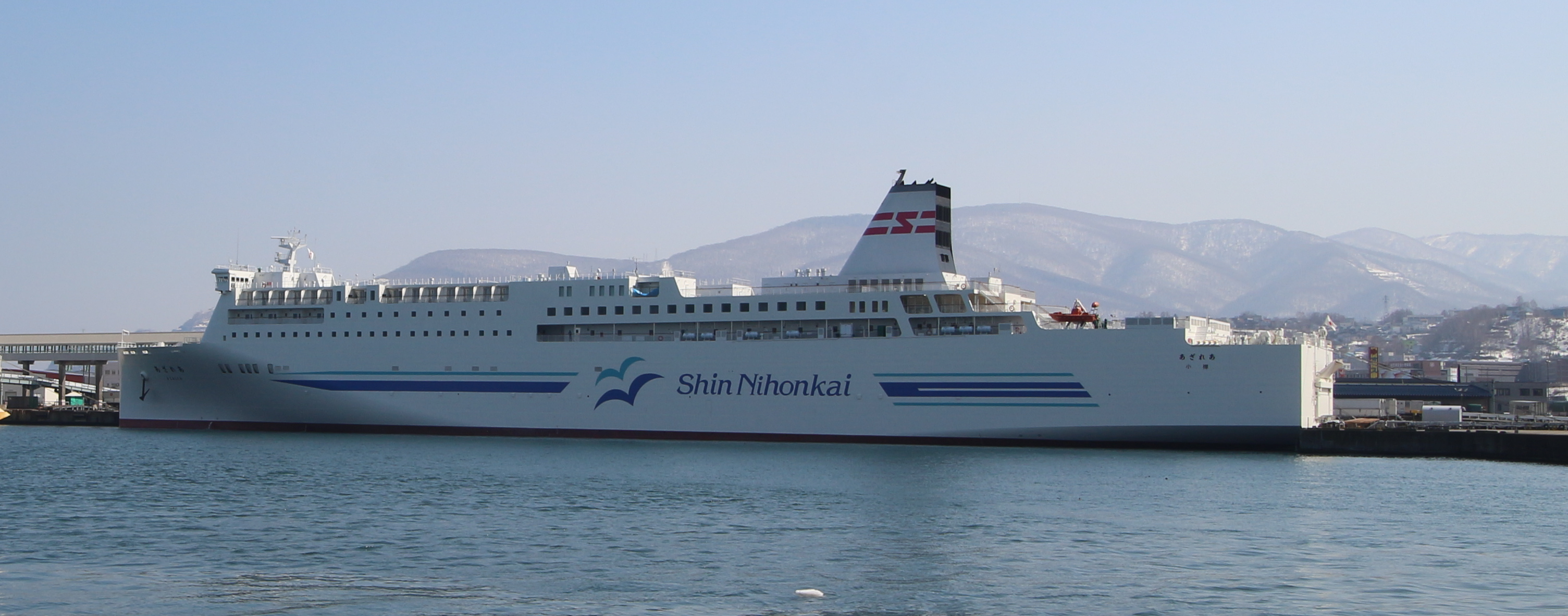
Die Azalea, noch mit ihrem alten Schornstein, im April 2018 in Otaru

Die Azalea wurde am 6. September 2016 unter der Baunummer 1197 in der Werft von Mitsubishi Heavy Industries in Shimonoseki auf Kiel gelegt und am 12. Januar 2017 ausgedockt. Taufpatin des Schiffes war die Violinistin Mariko Senju. Nach der Ablieferung an Shin Nihonkai Ferry am 26. Juni 2017 nahm die Azalea am 28. Juni 2017 den Fährdienst von Niigata nach Otaru auf. Sie ersetzte die mehr als zwanzig Jahre alte Ferry Azalea in der Flotte von Shin Nihonkai. Ihr älteres Schwesterschiff Lavender steht bereits seit März 2017 im Einsatz. Für ihr energieeffizientes Design und ihre sparsame Maschinenanlage wurde die Azalea 2017 von der Japan Society of Naval Architects and Ocean Engineers mit dem Preis Ship of the Year in der Kategorie Large Passenger Ship ausgezeichnet. Die Azalea verfügt über das von Mitsubishi entwickeltes Air Lubrication System, das die Reibung am Schiffsrumpf verniedrigen und so die Fähre energieeffizienter machen soll.
Im März 2020 wurde die Azalea bei einem Werftaufenthalt in Nagasaki mit Scrubbern ausgestattet, um die Schwefelemission zu reduzieren. Der zuvor abgerundete und kleinere Schornstein erhielt hierdurch eine auffällige eckige Form.
Zu den Passagiereinrichtungen der Azalea zählen unter anderem ein Restaurant mit 156 Sitzplätzen, ein Cafe, ein zusätzliches Grillrestaurant, eine Lounge und ein Raucherzimmer. Wie bei fast allen größeren japanischen Fähren üblich besitzt das Schiff auf Deck 6 zwei Badehäuser (Sentō). Die Unterbringung der Passagiere umfasst je nach Kategorie Schlafsäle, Schlafkojen oder private Kabinen bis hin zu 24 Suiten.